# Хамишкі
Хамишкі (рос. Хамышки; адиг. ХъымыщкІэй) — село Майкопського району Адигеї Росії. Входить до складу Даховського сільського поселення.
Населення — 781 особа (2015 рік).